# 2160p
Il termine 2160p indica una categoria di risoluzioni video digitali, caratterizzate da una risoluzione verticale di 2160 linee, dalla scansione progressiva non interlacciata e da una profondità di colore di 24 bpp.

## Specifiche tecniche

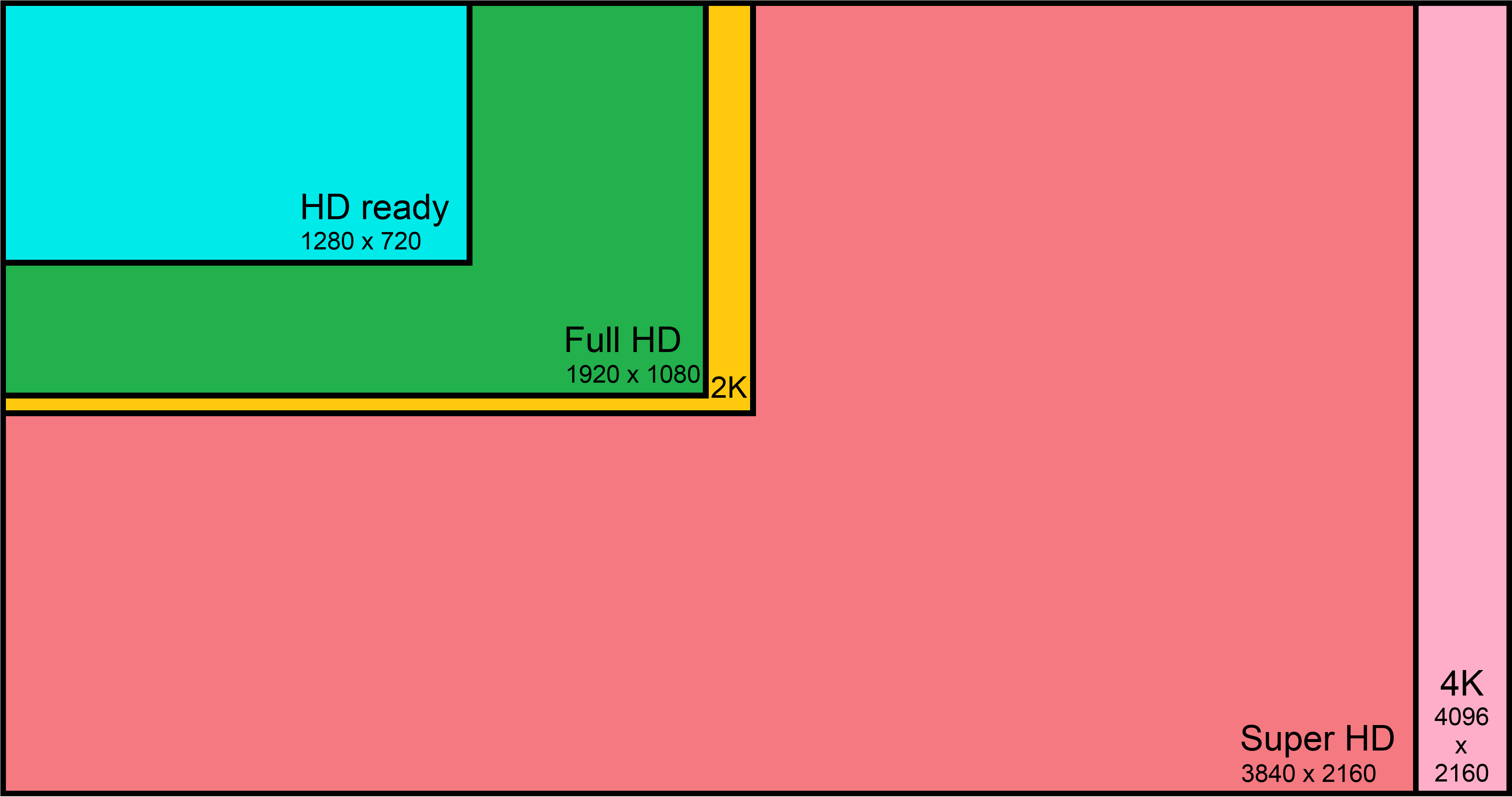
Confronto fra le risoluzioni digitali: 720p, 1080p, 2K, Ultra HD, 4K (CinemaScope)

Il 2160p è il formato ufficiale dello standard che la Blu-ray Disc Association ha denominato Ultra HD e anche 4K, caratterizzato da un rapporto d'aspetto dell'immagine di 16:9 e da una risoluzione orizzontale di 3840 pixel. La risoluzione di ogni fotogramma è quindi di 3840 × 2160 pixel, 8.294.400 in totale: il quadruplo rispetto al Full HD. La frequenza dei fotogrammi del formato può essere implicita o specificata dopo la lettera p, con le consuete notazioni 2160p25 o 2160p/25, indicando 25 Hz. Tecnicamente questa risoluzione si avvicina, per numero di pixel, al 4K; in particolare nel formato CinemaScope si ha una risoluzione di 3996 × 2160 pixel, quindi con lo stesso numero di pixel verticali .
In aggiunta all'indicazione della risoluzione video, il termine 2160p è usato anche, insieme a 2160i, per indicare la modalità supportata da determinate apparecchiature. Per esempio, apparecchiature per alta definizione in grado di accettare risoluzioni inferiori e scalarle a 2160p sono indicate con questo termine, anche se il video così convertito ha una qualità differente da quella proveniente da una sorgente nativa 2160p. Viceversa, apparecchiature in grado di visualizzare segnali 2160i e 1080p potrebbero non essere in grado di gestire lo standard superiore, e questo verrà normalmente convertito in un formato gestibile.

## Standard di produzione
Negli ambienti di produzione, il 2160p richiede il doppio di larghezza di banda rispetto al 1080p, con la conseguente necessaria adozione di apparecchiature in grado di supportare il formato. Per essere trasportato, un flusso 2160p richiede un'interfaccia seriale digitale secondo le specifiche Quad Link o 12G.

## Disponibilità

### Trasmissioni
Eutelsat è già pronta a trasmettere in SHD da 2160p/120 (quindi a 120 fps), ma preferisce attendere una più ampia diffusione di codec, televisori e connettori adatti: i transponder dei suoi satelliti sono già adeguati a trasmettere grandi quantità di dati, ma l'H.265 (il codec più indicato) non è ancora totalmente standardizzato e la specifica HDMI 1.4 è insufficiente, perché gestisce il 4K ma solo fino a 30 fps (stesso per la specifica DisplayPort).

### Contenuti su internet
Siti come YouTube e molte altre piattaforme di streaming video supportano pienamente il 4K e spesso anche il più recente 8K. Va ricordato che più la dimensione aumenta e più la fruizione dei video diventa difficile a causa delle quantità di dati crescenti o in presenza di schede video inadatte.
Un esempio di video musicale 2160p su Youtube è il videoclip "Sock It To Ya".

### Televisori
Nel febbraio del 2008 la Astro Systems presentò il primo prototipo di televisore supportante il 2160p; in seguito, nel settembre del 2009, la Toshiba cominciò a vendere il primo televisore con tale risoluzione, la quale risolse anche dei problemi di gestione delle registrazioni a causa della notevole quantità di dati.

### Monitor per computer
Il primo monitor LCD per computer in vendita che supporti e vada oltre a questa risoluzione (raggiungendo i 4K) è un Eizo.

## Esempi di immagini 3840 × 2160pixel
Cliccare sul link per visualizzare immediatamente le immagini con la massima risoluzione.

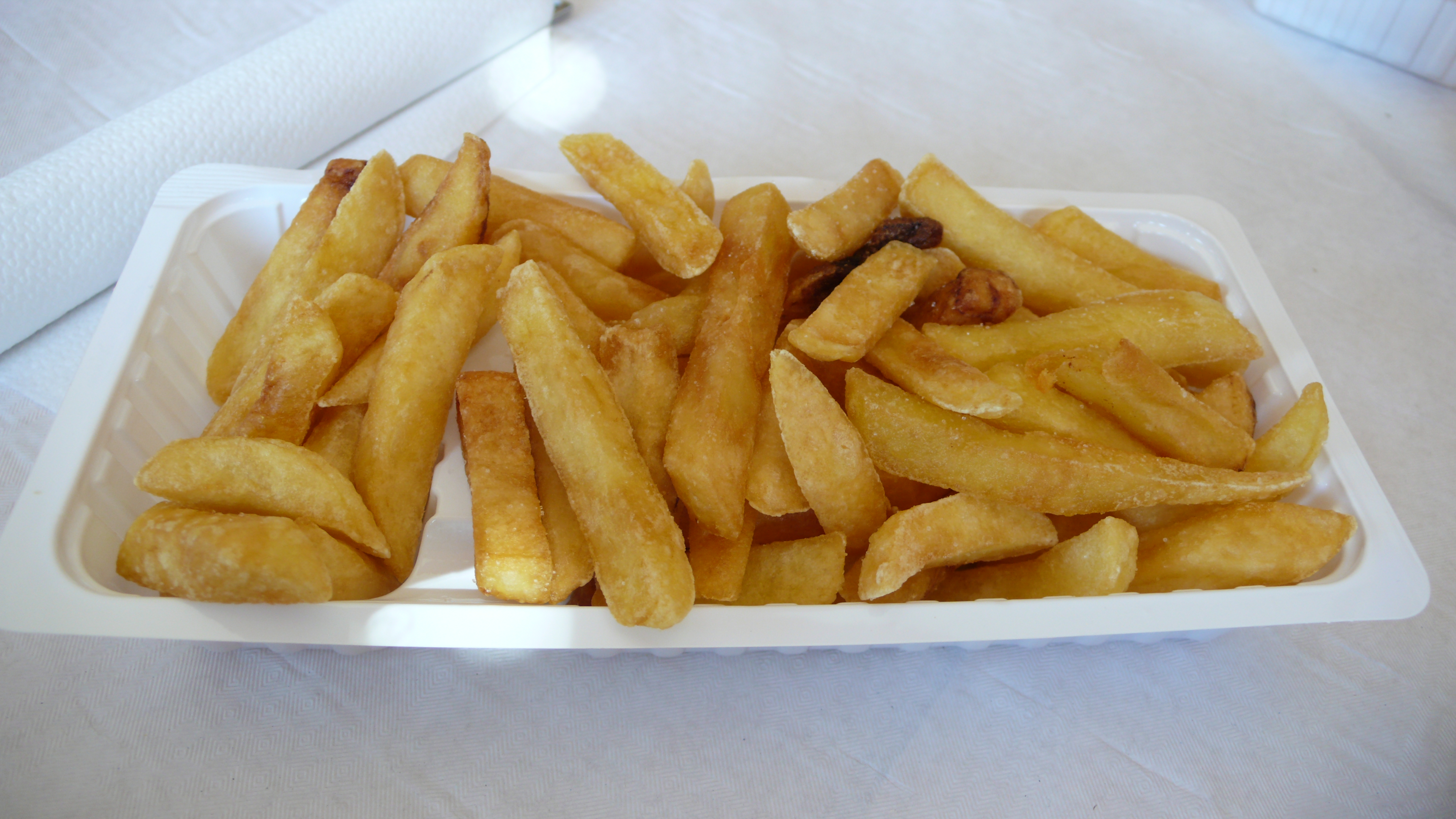
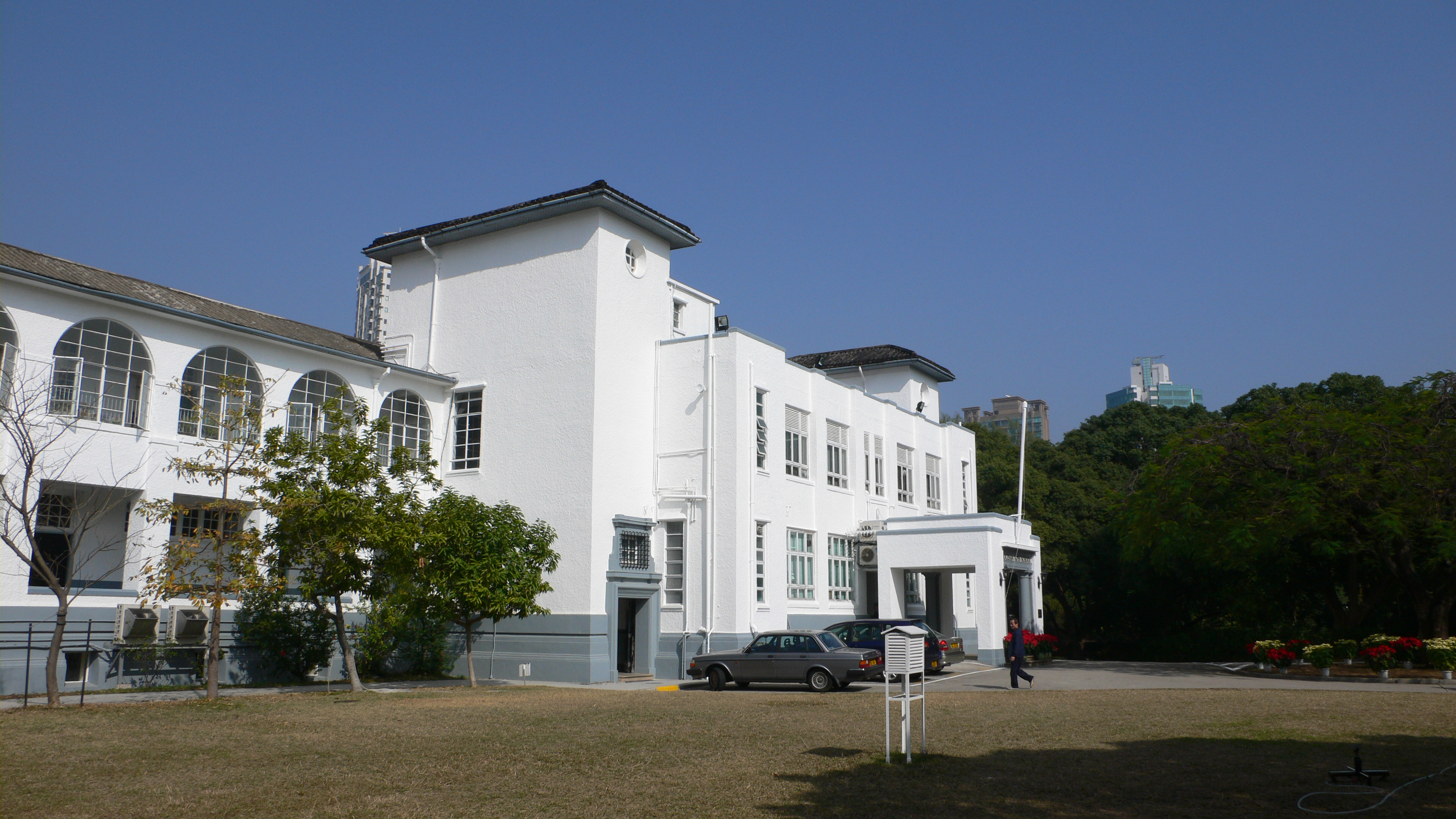